# Саут-Реново (Пенсільванія)
Саут-Реново (англ. South Renovo) — місто (англ. borough) в США, в окрузі Клінтон штату Пенсільванія. Населення — 411 особа (2020).

## Географія
Саут-Реново розташований за координатами 41°19′29″ пн. ш. 77°44′32″ зх. д. / 41.32472° пн. ш. 77.74222° зх. д. (41.324691, -77.742258).  За даними Бюро перепису населення США в 2010 році місто мало площу 0,60 км², з яких 0,53 км² — суходіл та 0,08 км² — водойми.

## Демографія
Згідно з переписом 2010 року, у селищі мешкало 439 осіб у 183 домогосподарствах у складі 121 родини. Густота населення становила 727 осіб/км².  Було 235 помешкань (389/км²).
Расовий склад населення:
| - 99,1 % — білих - 0,2 % — вихідців з тихоокеанських островів - 0,2 % — азіатів |

До двох чи більше рас належало 0,0 %. Частка іспаномовних становила 0,5 % від усіх жителів.
За віковим діапазоном населення розподілялося таким чином: 16,4 % — особи молодші 18 років, 58,1 % — особи у віці 18—64 років, 25,5 % — особи у віці 65 років та старші. Медіана віку мешканця становила 53,1 року. На 100 осіб жіночої статі у селищі припадало 86,8 чоловіків;  на 100 жінок у віці від 18 років та старших — 83,5 чоловіків також старших 18 років.
Середній дохід на одне домашнє господарство  становив 43 103 долари США (медіана — 35 125), а середній дохід на одну сім'ю — 52 239 доларів (медіана — 44 583). Медіана доходів становила 47 500 доларів для чоловіків та 24 375 доларів для жінок. За межею бідності перебувало 13,0 % осіб, у тому числі 33,3 % дітей у віці до 18 років та 7,5 % осіб у віці 65 років та старших.
Цивільне працевлаштоване населення становило 146 осіб. Основні галузі зайнятості: освіта, охорона здоров'я та соціальна допомога — 25,3 %, виробництво — 17,8 %, транспорт — 15,8 %, роздрібна торгівля — 14,4 %.